# Kleine Gamswiesenspitze
Kleine Gamswiesenspitze – szczyt w Alpach Gailtalskich, w Alpach Wschodnich. Leży w Austrii, we Wschodnim Tyrolu. Sąsiaduje z Teplitzer Spitze i Weittalspitze. Szczyt ten leży w masywie, do którego należą też: Große Gamswiesenspitze, Kerschbaumer Törlkopf i Blosskofel. Szczyty te wznoszą się nad doliną Laserzbach.